# Energy Future Holdings
Energy Future Holdings Corporation est une entreprise américaine du secteur de l'énergie. Son siège social se trouve à Energy Plaza, dans la ville de Dallas, au Texas.

## Historique
La société est fondée en 1882. L'ancien nom de la compagnie était TXU (Texas Utilities) avant son rachat par KKR, TPG Capital et Goldman Sachs.
La société annonce avoir déposé son bilan le 29 avril 2014,. Avec 40 milliards de dettes, il s'agit de l'une des plus grosses faillites de l'histoire des États-Unis,.
En juillet 2016, NextEra Energy annonce l'acquisition pour 18,4 milliards de dollars de Energy Future Holdings et de ses filiales Oncor Electric Delivery et TXU Energy. L'offre est cependant empêché par les autorités régulatrices du Texas. Le 7 juillet 2017, la société a annoncé que son activité de transport Oncor serait rachetée par Berkshire Hathaway pour 9 milliards de dollars, mais l'offre plus élevée de Sempra Energy (9,45 milliards de dollars) a finalement été acceptée le 21 août 2017.